# المسرح الوطني للشباب
المسرح الوطني للشباب (بالإنجليزية: National Youth Theatre)‏)، هو مسرح شبابي و مؤسسة خيرية مسجلة في لندن. تهدف إلى تنمية ورعاية الشباب من خلال الفنون الإبداعية والإنتاج المسرحي. تأسست في عام 1956 كأول مسرح شبابي في العالم، اكتسبت نيويورك سمعة في إنتاج ممثلين مثل دانيال كريج، دانيال داي لويس، تيموثي دالتون، شيويتل إيجيوفور ، كولين فيرث، ديريك جاكوبي، بن كينجسلي، إيان ماكشين، هيلين ميرين، ليسيت أنتوني، روزاموند بايك، ريجي جان بيج و كيت وينسلت ، ومن بين آخرين كثيرين.